# Brileider
De brileider (Somateria fischeri) is een eend uit de familie Anatidae. De wetenschappelijke naam is een vernoeming van de Duits-Russische natuuronderzoeker Fischer von Waldheim (1771-1853). Het mannetje heeft een donkere borst en een witte rug en keel. De staart is bruin. De kop is groen, afgezien van een witte, zwartomrande oogvlek. Het vrouwtje is roodbruin met een minder opvallende oogvlek. De lichaamslengte varieert van 60 tot 65 cm.
De brileider voedt zich voornamelijk met planten, maar ook schaaldieren en weekdieren staan op het menu. Waar de vogels overwinteren werd pas rond 1995 ontdekt. De hele populatie verzamelt zich 's winters in een klein aantal wakken in de Beringzee. Door hun grote aantallen voorkomen de vogels dat de wakken dichtvriezen en ze verzamelen hun voedsel door naar de zeebodem onder de wakken te duiken. De dieren bouwen hun nest altijd zeer dicht bij de zee onder een struik, en het vrouwtje legt jaarlijks vijf tot negen eieren. De brileider broedt in het noorden en westen van Alaska en het noordoosten van Siberië.
De omvang van de totale populatie is in 2020 op 360-400 duizend vogels geschat en dit aantal gaat achteruit. De brileider staat als gevoelig op de Rode Lijst van de IUCN. Bijna 2400 vogelaars zagen in januari 2025 een enkel mannetje op Texel.

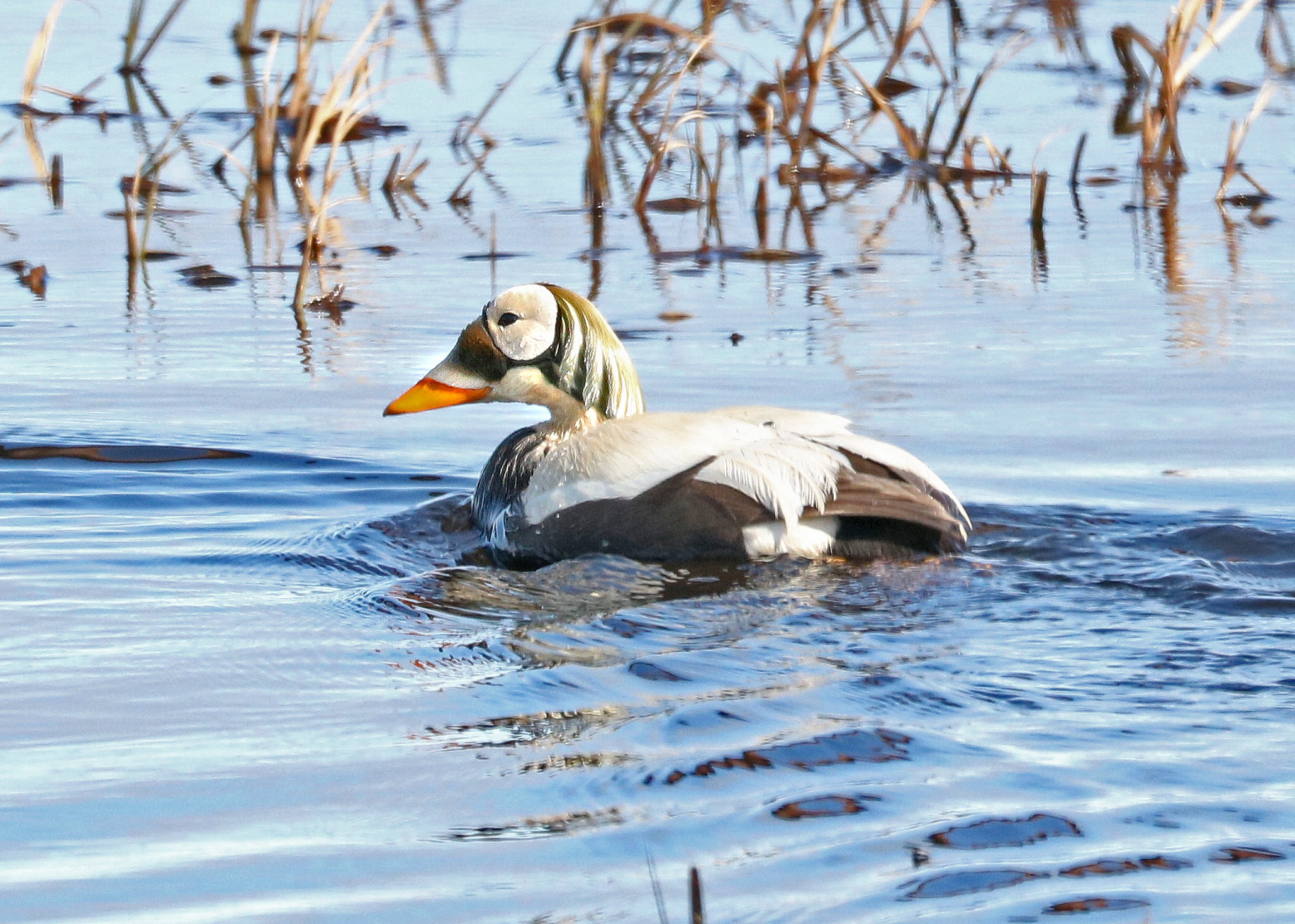
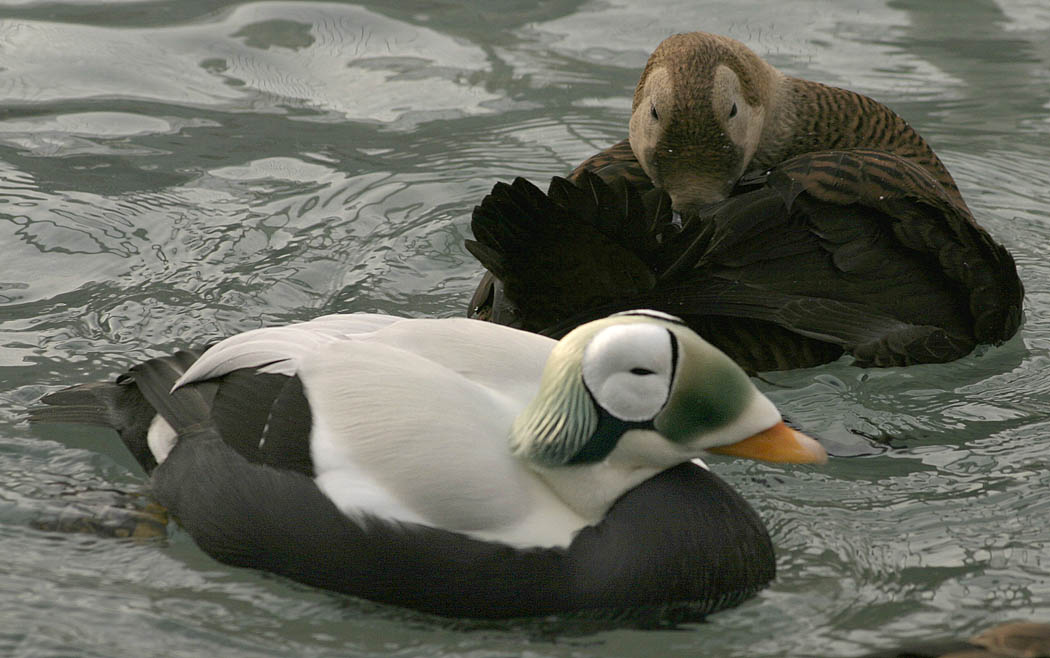
mannetje en vrouwtje